# Gloeosporidium coprosmae
Gloeosporidium coprosmae är en svampart som beskrevs av Syd. 1924. Gloeosporidium coprosmae ingår i släktet Gloeosporidium och familjen Gnomoniaceae.   Inga underarter finns listade i Catalogue of Life.